# مويل (إيران)
مويل هي قرية في مقاطعة مشكين شهر، إيران. عدد سكان هذه القرية هو 1,400 في سنة 2006.